# Boje v československém pohraničí (1938–1939)

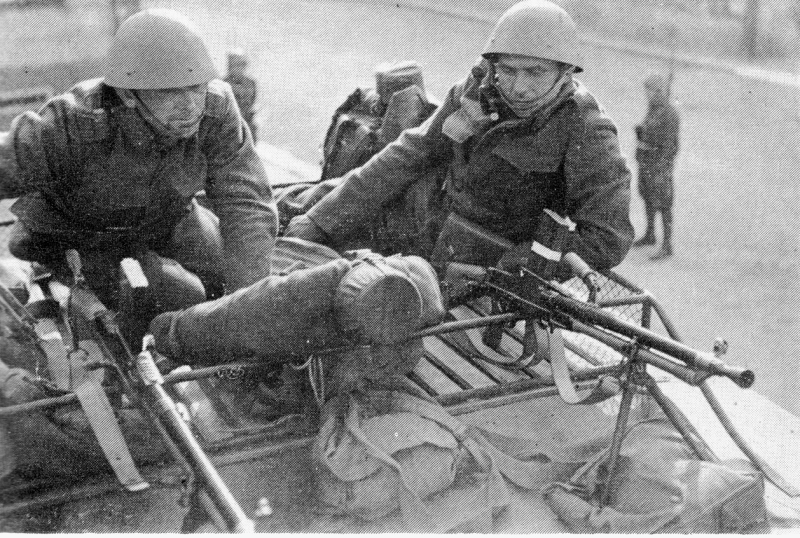
Akce čs. armády proti sudetoněmeckým teroristům

Mapa maďarského útoku na okres Jesenské (Feledince)

Boje v československém pohraničí v letech 1938 až 1939 byly sérií ozbrojených střetů mezi Československem na straně jedné a sudetskými Němci, Německem, Polskem a Maďarskem na straně druhé.
Specifickou stranu konfliktu představovala organizace Karpatská Sič, tvořená převážně Ukrajinci a spolupracující s německou zpravodajskou službou Abwehr a s berlínským ústředím Organizace ukrajinských nacionalistů, která na území Podkarpatské Rusi vedla ve dnech 14. a 15. března 1939 neúspěšné povstání proti československým orgánům. Po zahájení maďarské invaze na Podkarpatskou Rus bojovali ukrajinští povstalci po boku československých jednotek. Při evakuaci těchto jednotek na území Rumunska je ale tzv. sičovci znovu napadli, protože jim chtěli zabránit v ústupu nebo se zmocnit jejich výzbroje.
Boje v československém pohraničí vypukly 12. září 1938 během Sudetoněmeckého povstání a s přestávkami pokračovaly až do 21. března 1939, kdy poslední oddíl československé armády bránící Velký Bočkov opustil území Podkarpatské Rusi anektované Maďarskem. Na tyto boje bezprostředně navazovala tzv. Malá válka mezi Slovenským státem a Maďarským královstvím, jehož armáda po obsazení Podkarpatské Rusi překročila v noci z 22. na 23. března hranici a přepadla východní Slovensko.
Podle historika Pavla Šrámka ztratily československé ozbrojené složky mezi zářím 1938 a březnem 1939 celkem 171 příslušníků, stovky dalších byly zraněny.

## Konflikty

### Československo–německé boje
- Sudetoněmecké povstání
  - Bitva o Habartov
  - Přepadení celnice v Habarticích
  - Boje o Šluknovský výběžek
  - Boje v Českém Krumlově
  - Přepadení celnice v Srbské
- Vyhnání Čechů ze Sudet v roce 1938
  - Bitva o Moravskou Chrastovou
- Německá okupace Čech, Moravy a Slezska
  - Bitva u Czajankových kasáren

### Československo–polské boje
- Československo-polské pohraniční spory
  - bitva u Čadce
- operace Sochor

### Československo–maďarské boje
- Československo-maďarský konflikt (1938–1939)
  - Přepadení okresu Jesenské
  - Přepadení okresu Berehovo
  - Sestřelení letounu Š-328.237
  - Bitva u Rozvegova
  - Maďarská invaze na Podkarpatskou Rus

### Československo–ukrajinské boje
- Povstání Karpatské Siče